# Múscul coracobraquial
El múscul coracobraquial (musculus coracobrachialis) és el múscul més petit dels tres que s'originen a l'apòfisi coracoide de l'escàpula (Els altres dos músculs són el pectoral menor i el bíceps braquial. Està situat a la part superior i medial del braç, per dins de la porció curta del bíceps braquial. És gruixut, en forma de prisma. El coracobraquial és el múscul llarg més capacitat per moviments ràpids que per moviments de força. No és un múscul que afecti molt determinant als tres eixos de l'articulació escapulohumeral.
S'insereix, per dalt, en l'apófisis coracoide, per un tendó comú amb la porció curta del bíceps; per baix, en la cara interna de l'húmer, el qual innerva branques del nervi musculocutani, el qual el travessa. És elevador del braç i depressor de l'espatlla.
És perforat i innervat pel nervi musculocutani.

## Imatges

Animació on es mostra el múscul coracobraquial. Les costelles s'han esborrat.
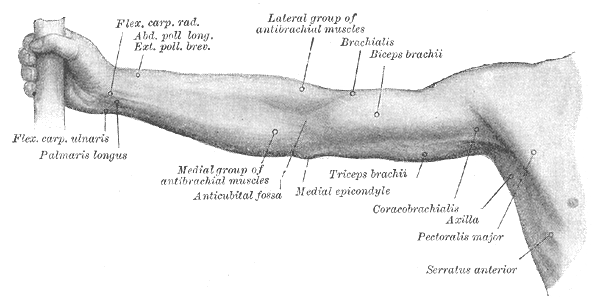
Vista frontal de l'extremitat superior dreta. El coracobraquial apareix etiquetat a la dreta.
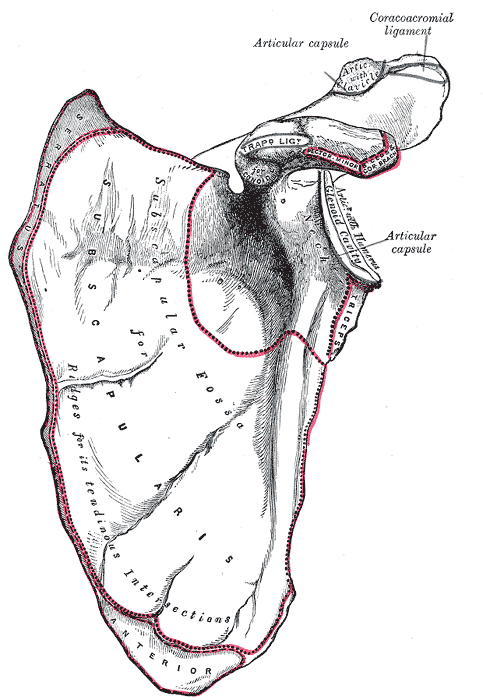
Superfície costal de l'escàpula esquerra.
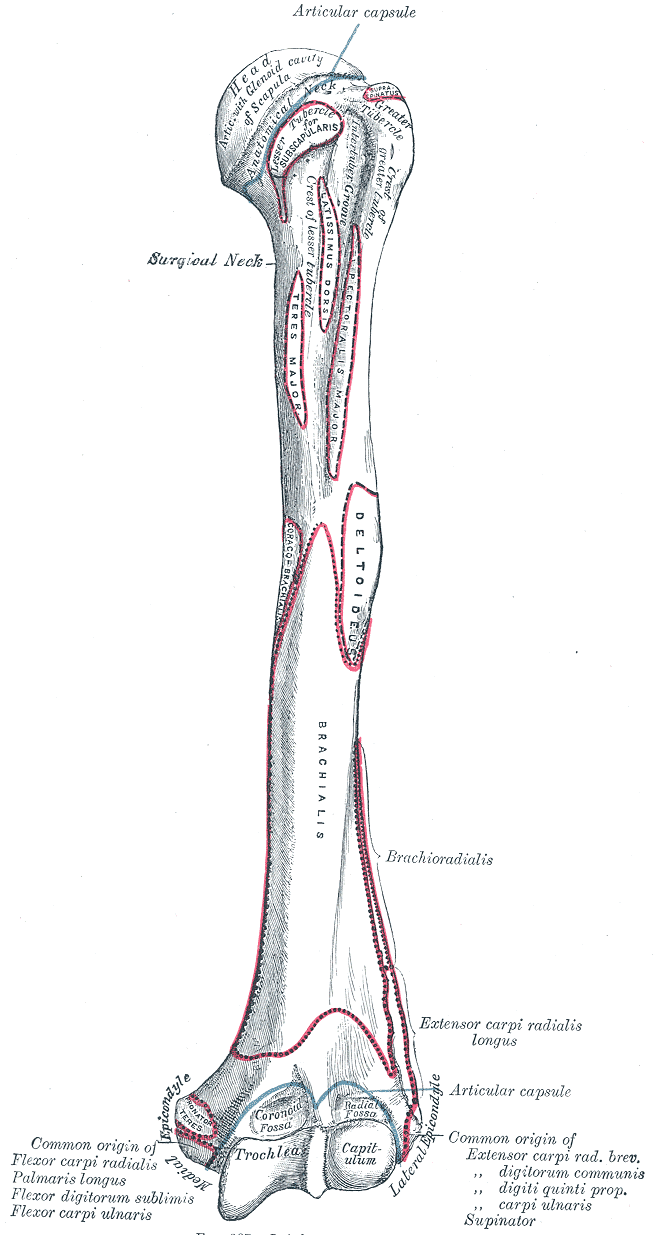
Vista anterior de l'húmer esquerre.
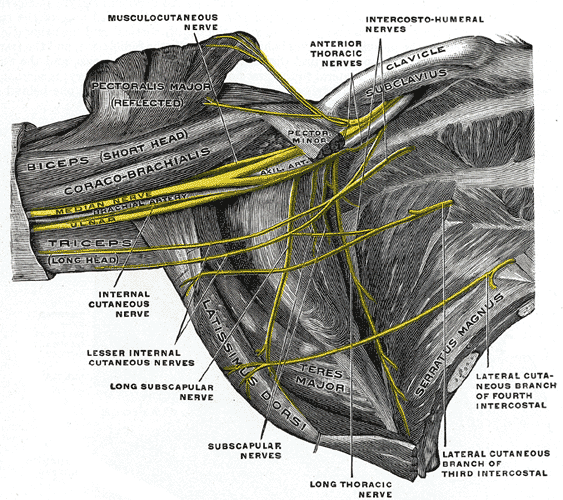
El plexe braquial dret (porció infraclavicular) a la fossa axil·lar; vista inferior i frontal.
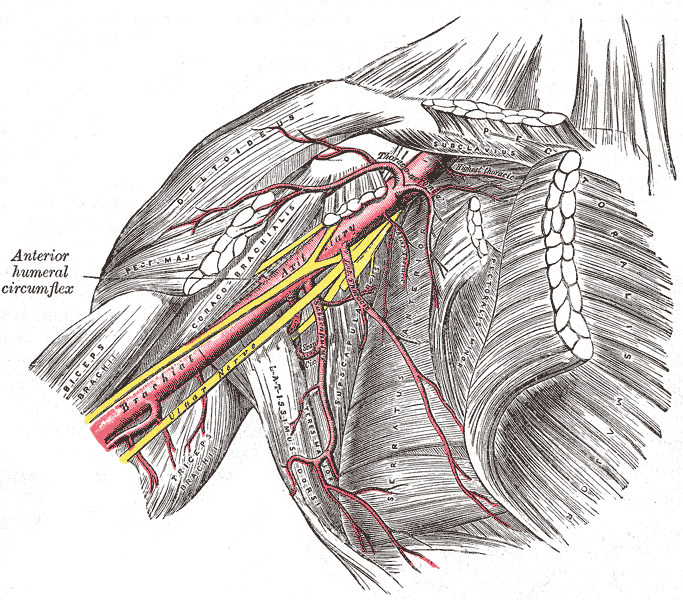
L'artèria axil·lar i les seves branques.
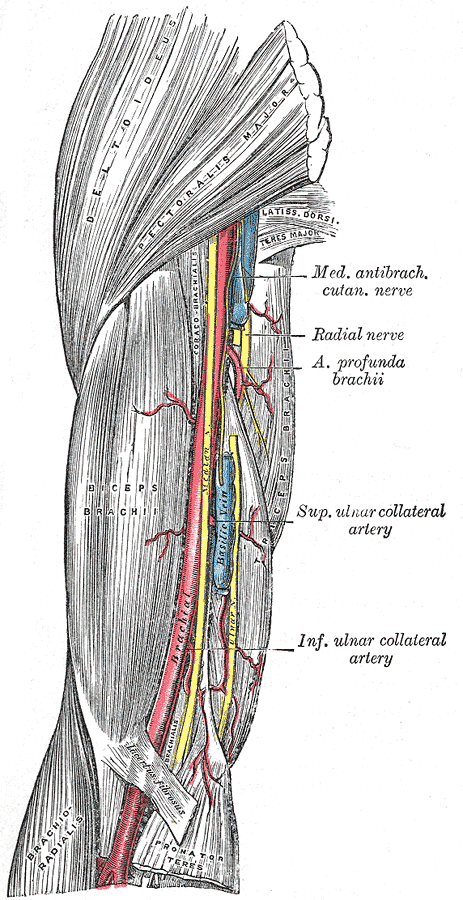
L'artèria braquial.
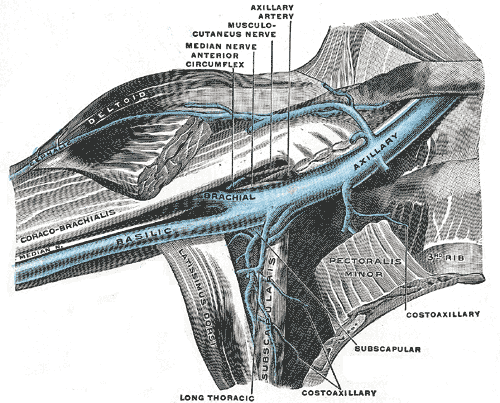
Les venes de l'aixella dreta, vista frontal.
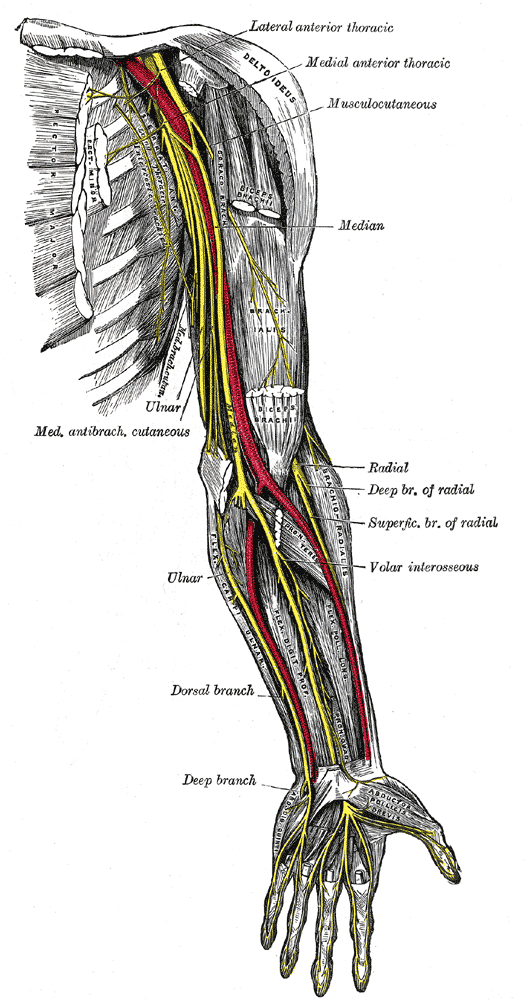
Nervis de l'extremitat superior esquerra.

- Múscul coracobraquial (etiquetat en lletra verda).

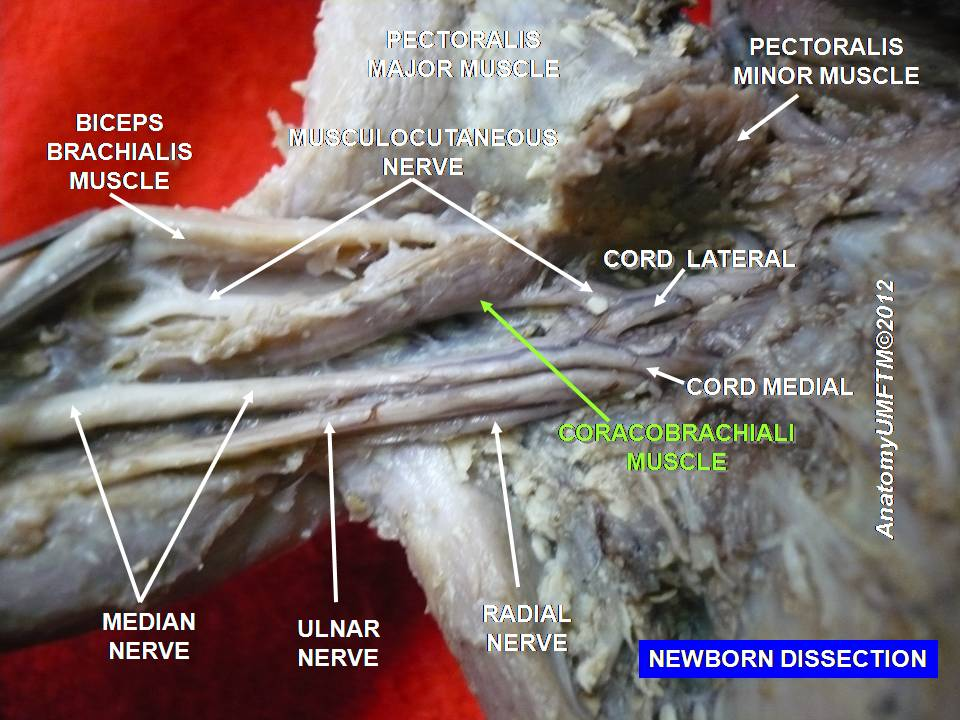
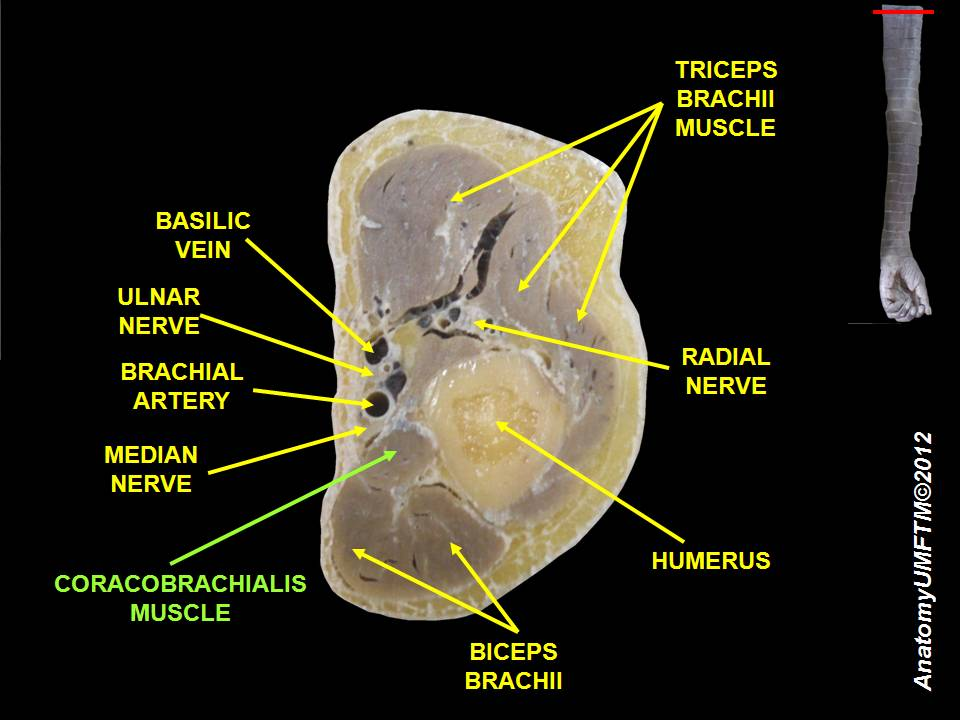
Secció transversal del braç.
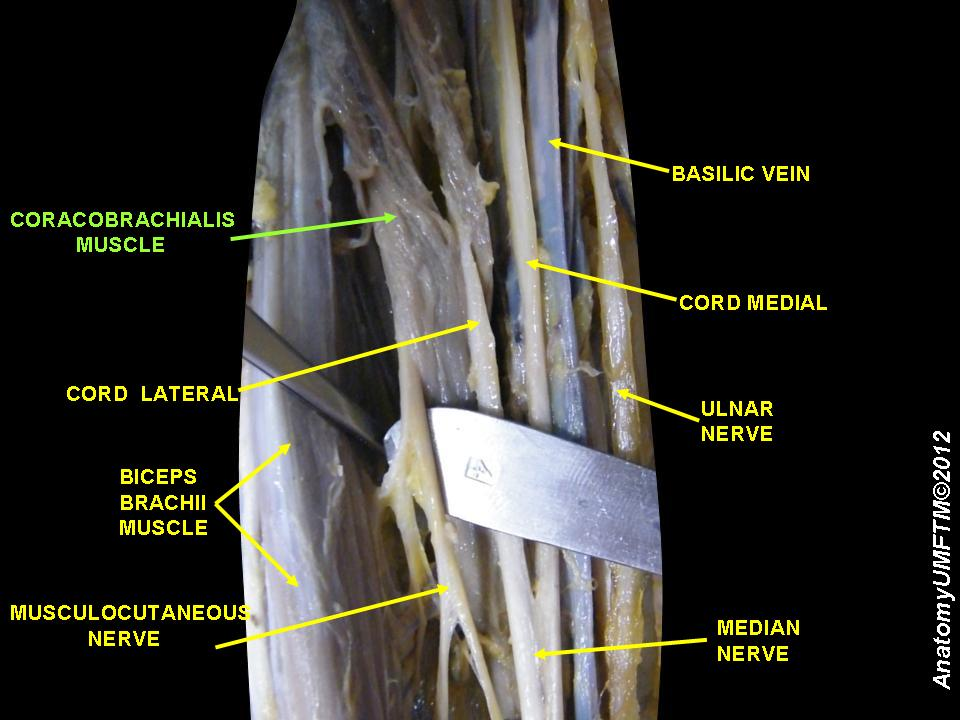
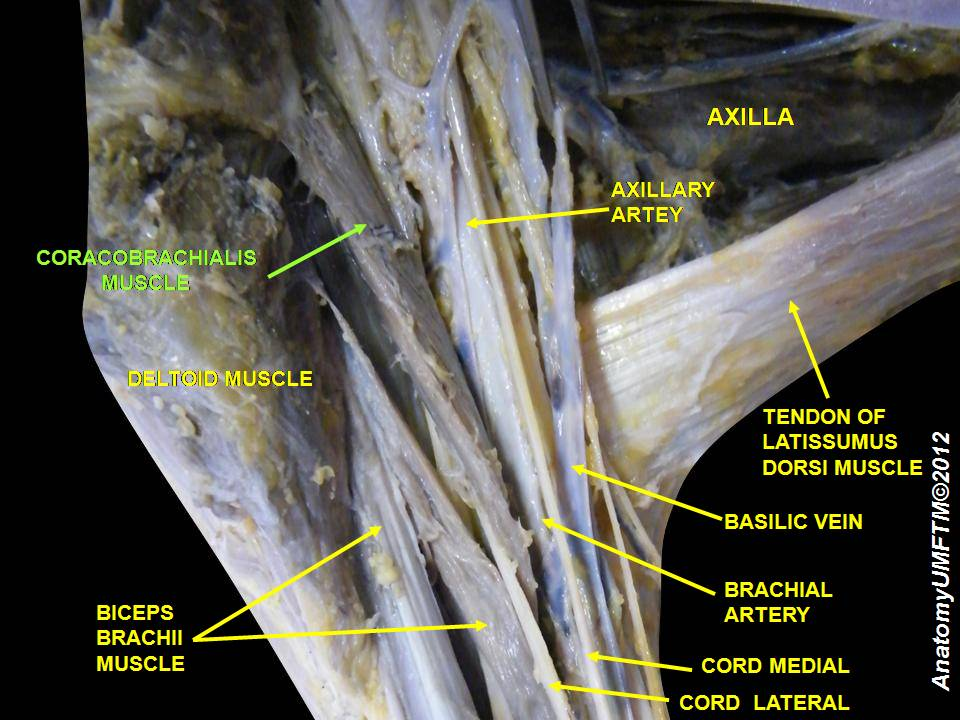
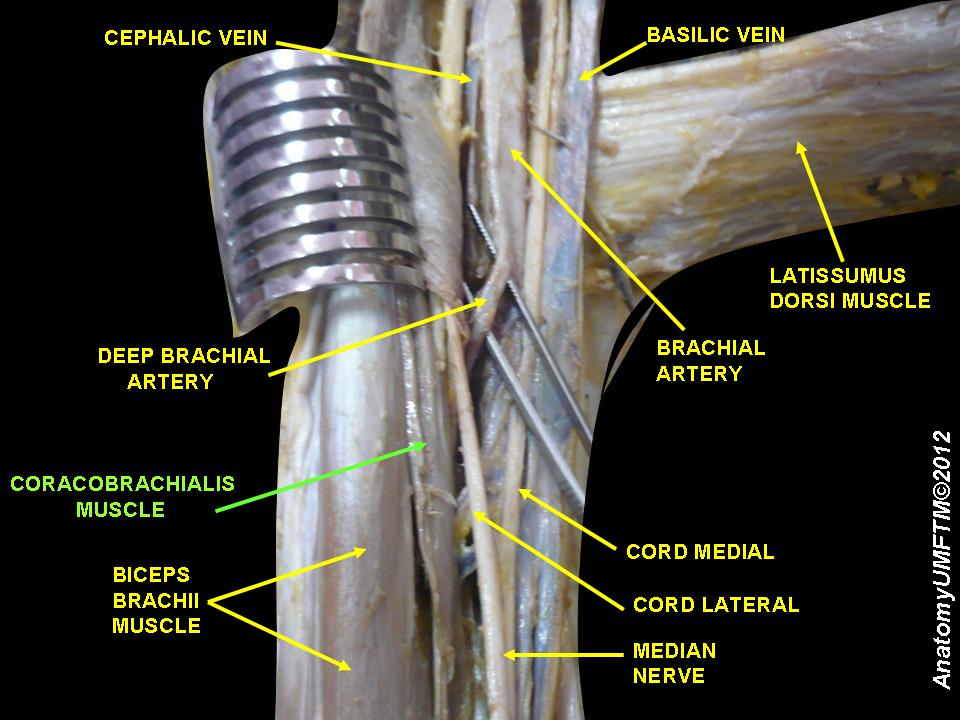